# Угода між Україною та Латвійською Республікою про довгострокову підтримку та безпекові зобов'язання
Безпекова угода між Україною та Латвією (латис. Drošības līgums starp Ukrainu un Latviju), повна назва Угода між Україною та Латвійською Республікою про довгострокову підтримку та безпекові зобов'язання (латис. Latvijas–Ukrainas vienošanās par ilglaicīgu atbalstu un drošības saistībām) — міжнародна угода, укладена 11 квітня 2024 року між Україною та Латвією про гарантії безпеки Україні, яка визначає пріоритетні сфери двосторонньої безпекової співпраці у військовій і невійськовій сферах, зокрема в політичній, фінансовій, гуманітарній та у сфері реформ. Документ підписано президентом України Володимиром Зеленським та президентом Латвії Едгарсом Рінкевичсом. Угода набуває чинності з моменту підписання та діє протягом 10 років із можливістю продовження. Латвія стала дев'ятою країною, яка підписала безпекову угоду з Україною, а також першою серед балтійських країн.

## Підписання угоди
Україна та Латвія уклали безпекову угоду 11 квітня 2024 року під час візиту президента Володимира Зеленського та президента Латвії Едгарса Рінкевичса до Вільнюса на саміт Тримор'я.
Згідно з угодою, Латвія надаватиме Україні військову допомогу на 0,25 % ВВП щороку, у 2024 році надасть військову підтримку на суму близько €112 млн. Також Латвія бере на себе 10-річні зобов'язання щодо підтримки України в кіберзахисті, розмінуванні, безпілотних технологіях та сприятиме вступу України до ЄС і НАТО.
Також балтійська країна відбудовуватиме Чернігів, підсилюватиме реабілітаційні центри та вчитиме українських фахівців з економіки і права ЄС. Латвія бере на себе зобов'язання підтримувати енергетичний сектор України, постачати матеріали і технічне обладнання. Країни також будуть обмінюватися досвідом у цій галузі. 
Україна та Латвія обіцяють допомагати одна одній на міжнародних майданчиках. Україна, наприклад, зобов'язується підтримати зусилля Латвії отримати місце непостійного члена в Радбезі ООН у 2026—2027 роках. 